# Euroloch

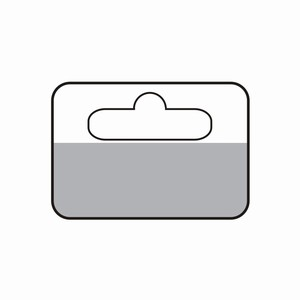
Euroloch

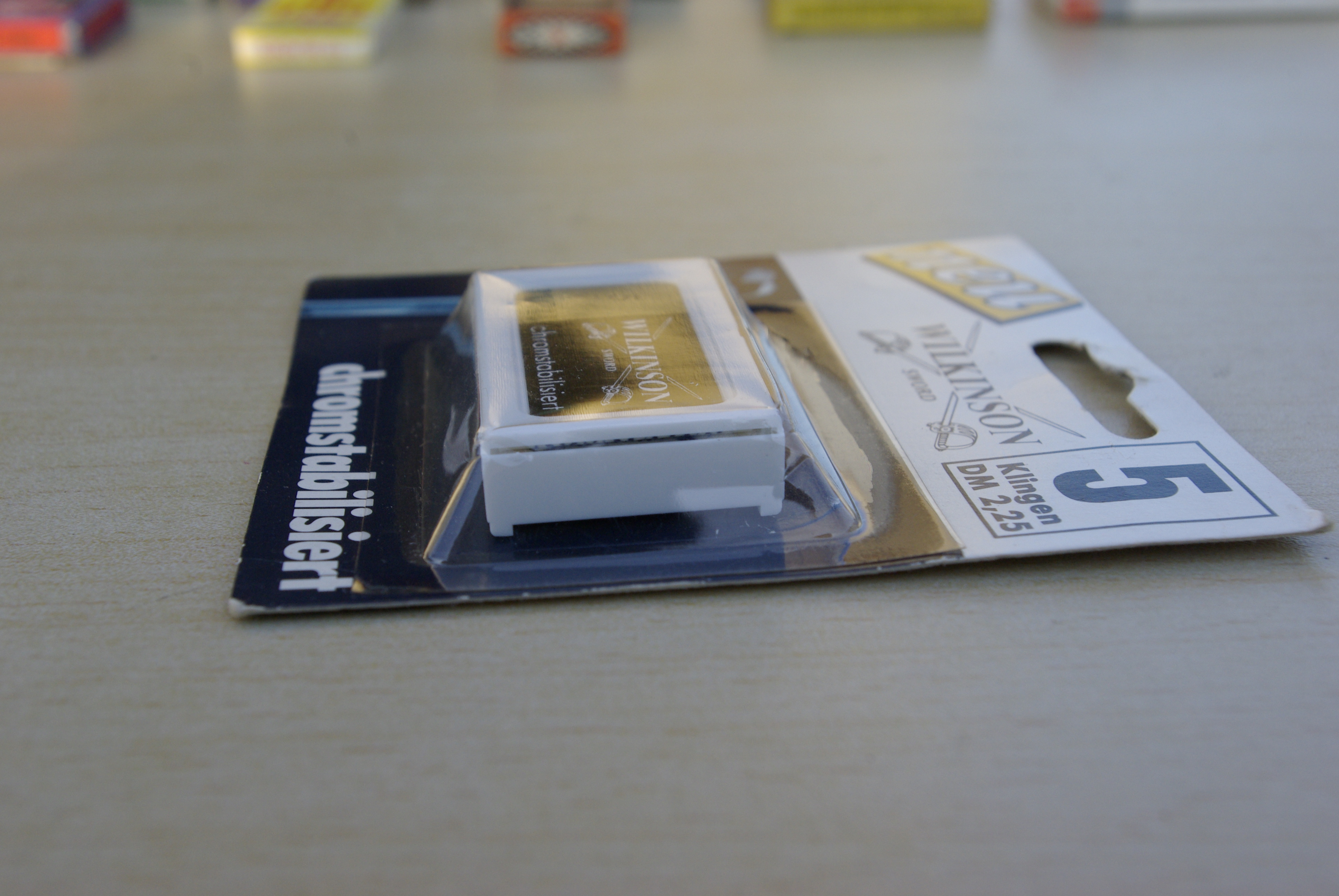
Euroloch an einem Päckchen Rasierklingen

Das Euroloch bezeichnet die schlitzförmige Aussparung am oberen Ende von Verpackungen wie Folienbeuteln, Blisterverpackungen und Kartonagen. Es dient vor allem der Platzersparnis in Regalen und dazu, Waren in Geschäften ansprechend zu präsentieren. Man kann sie aber auch verwenden, um Tüten wiederverschließbar zu öffnen.
Das Loch ist 32 × 6,5 × 9 mm groß. Es wird in der EN 13010 definiert. Die erste Veröffentlichung in Deutschland als DIN-Norm DIN 55512-1 war 1977. Die aktuelle Fassung der Norm EN 13010 ist seit 2003 gültig.